# Герерсдорф-Зульц
Герерсдорф-Зульц (нем. Gerersdorf-Sulz) — община (нем. Gemeinde) в Австрии, в федеральной земле Бургенланд. 
Входит в состав округа Гюссинг.  Население составляет 1054 человека (на 31 декабря 2005 года). Занимает площадь 21,6 км². Идентификационный код  —  1 04 04.

## Политическая ситуация
Бургомистр общины — Вильхельм Паммер (АНП) по результатам выборов 2007 года.
Совет представителей общины (нем. Gemeinderat) состоит из 15 мест.
- АНП занимает 9 мест.
- СДПА занимает 6 мест.

## Внешние ссылки
- Официальная страница  (нем.)